# Sophie Dodemont
Sophie Dodemont (Pont-Sainte-Maxence, 30 augustus 1973) is een Frans boogschutter.
Dodemont was nog te jong om mee te mogen doen aan de Olympische Spelen in Barcelona (1992). Ze werd in de volgende jaren Frans kampioen, maar wist zich niet te kwalificeren voor de Spelen in Atlanta (1996). Ze stopte een aantal jaren met de sport op topniveau, maar maakte haar comeback in 2005. Ze won opnieuw de Franse kampioenschappen in 2006 en 2007. 
In 2008 werd Dodemont lid van het Frans nationaal team. Bij de Olympische Spelen in Peking in dat jaar, won ze met teamgenoten Virginie Arnold en Bérengère Schuh de bronzen medaille. Haar hoogste notering op de FITA-wereldranglijst, was de 18e plaats (februari 2008).